# Mammillaria carnea
Mammillaria carnea Zucc. je stonkový sukulent z čeledi kaktusovité (Cactaceae) pocházející z mexického státu Oaxaca. Roste v trsech. Má velké červené trny. Květy jsou také červené. Dělí se na řadu forem.

## Taxonomie
Podle Huntovy klasifikace (1987) patří M. carnea do sekce Mammillaria, série Polyedrae.